# ФК Алания (Владикавказ)
„Алания“ (на руски: Алания) е футболен клуб във Владикавказ, столицата на Република Северна Осетия, Руска федерация.
Шампион е на Русия за 1995 г., сребърен медалист през 1992 и 1996 г.

## История
Основан е през 1921 г. от британските военни Армстронг и Кембъл (живели по онова време в града) под името „Юнитас“ (от английската дума unit). Още през първата си година отборът става градски шампион на Владикавказ. преименуван е на „Спартак“ през 1923 г.
Най-успешният сезон е през 1995 г., когато отборът става шампион на Русия. В квалификационния кръг за влизане в групите на Шампионската лига, отборът губи от шотландския „Рейнджърс“ с общ резултат 10 – 3. След това отборът играе в купата на УЕФА три поредни сезона, но най-големият успех на тима е втори кръг през 1998.
През 2001 клубът напуска треньорът Валери Газаев. Той става старши треньор на Динамо Москва. Редица основни играчи преминават в по-силни отбори. Отборът затъва в дъното на класирането и през 2005 г. изпада в 1 дивизия. Губи професионалния си статут поради дългове, но е преоснован като „Спартак“. Става шампион във 2-ра дивизия и отново е преименуван на „Алания“.
Завършва сезон 2009 на трето място и не успява да влезе във Висшата лига. Въпреки това през февруари 2010 г. става ясно, че „Алания“ ще играе в Премиер-лигата заради фалита на ФК Москва. През сезон 2010 са привлечени Иван Иванов и Иван Стоянов. Отборът завършва на 15 позиция и изпада в 1 дивизия.
В началото на 2011/2012 президент на клуба става легендарният треньор Валери Газаев, а треньор е синът му Владимир. Нападението е усилено с бразилците Данило Неко и Валдиньо. В отбора е върнат и бившият капитан Джамбулад Базаев. На 11 май 2011 г. се класира за финала на купата на Русия и така играе в евротурнирите за първи път от 2000 г. Участва в 3-тия кръг на Лига Европа, но отпада от „Бешикташ“. Отборът е подсилен с Коста Барбарусес и Родолфо Селая. В 1-ва дивизия осетите са в челото през целия сезон, борейки се за първото място с ФК „Мордовия“ и „Нижни Новгород“. В крайна сметка „Алания“ завършва на 2-ро място и се връща в РФПЛ.
За сезон 2012/2013 отборът е подсилен с Тамаш Пришкин и Дейвидас Шемберас, както и с бразилеца Рудни. Въпреки това „Алания“ играе много слабо и Владимир Газаев е сменен от баща си Валери. На полусезона са привлечени Ройсон Дренте и Ренан Бресан, но отборът остава на последно място и отново изпада. През сезон 2013/2014 година отборът фалира и не доиграва сезона.
От 2016 г. съществува отбор Спартак Владикавказ. През 2019 г. е обявено възраждането на Алания, като по-голямата част от играчите и треньорския щаб на Спартак се присъединява към Алания. През сезон 2019/20 и двата отбора играят в Руска Втора дивизия.

## Предишни имена
- „Юнитас“
- „Спартак“
- „Динамо“
- „Автомобилист“
- „Спартак-Алания“

## Известни играчи
- Валери Газаев
- Леван Кобиашвили
- Сергей Горлукович
- Виктор Онопко
- Владан Груич
- Игор Яновский
- Тамаш Пришкин
- Георги Деметрадзе
- Михаил Ашветия
- Сергей Даду
- Георгий Базаев
- Джамбулад Базаев
- Юрий Дроздов
- Юрий Ковтун
- Бай Али Ибра Кебе
- Деян Радич
- Томаш Чижек
- Вениамин Мадрикин
- Заур Хапов

## Български футболисти
- Иван Иванов: 2010/11 (24 мача - 2 гола)
- Иван Стоянов: 2010/11 (32 мача - 2 гола)